# R-2障碍反坦克导弹
R-2障碍（羅馬化：R-2 Bar'er，直译：「R-2障碍」，直译：「R-2障碍”、“R-2围栏」）是乌克兰产反坦克导弹，由射线设计局开发，阿尔特姆公司生产。
R-2障碍反坦克导弹采用SACLOS制导系统，借助光学和红外瞄准器进行目标探测和制导，从而可在恶劣天气条件下发射。

## 简介

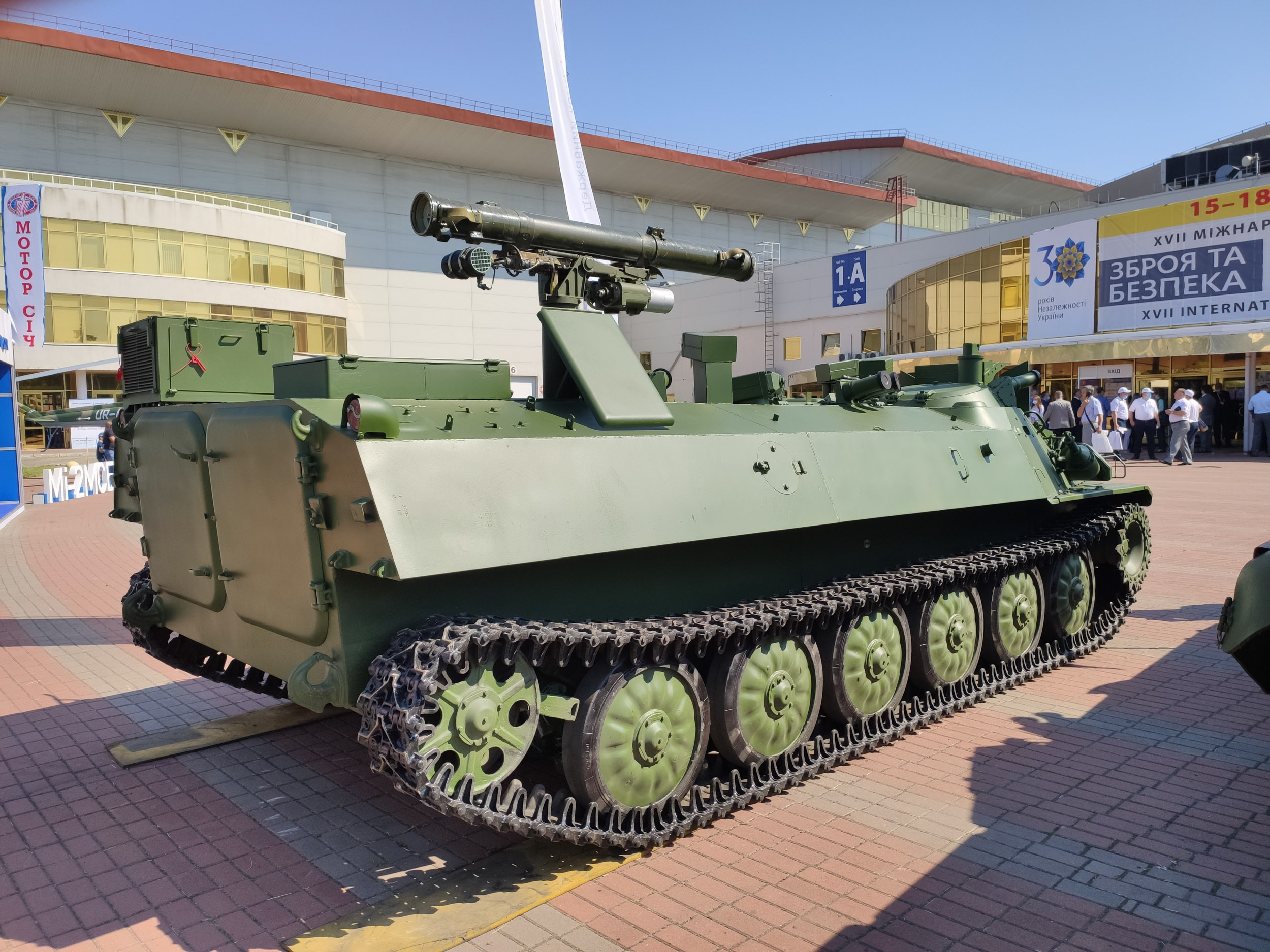
9P149风暴-S的现代化型号——障碍-S反坦克导弹车

障碍反坦克导弹使用R-2飞弹，与斯图格纳-P反坦克导弹一致。导弹长为1270毫米，装有导弹的发射器长为1360毫米，导弹口径为130毫米，重量为16公斤。R-2障碍反坦克导弹对爆炸反应装甲后方的装甲穿透力为800毫米。此外还有一种带有高爆燃烧弹头的导弹。
PM-LKT模块由Photoprylad公司开发，是524R反坦克导弹系统的一部分，由Mi-8MSB-B直升机搭载，将来可由Mi-2和Mi-24搭载。
524R反坦克导弹系统可对地面和空中的移动或静止目标实现全天候检查、探测、识别和自动跟踪，以及通过直升机直接发射RK-2V导弹。配备RK-2V导弹的524R反坦克导弹系统可探测远至10公里距离的战车类目标，导弹本身可击中最远距离7.5公里的目标。

## 历史
2017年7月10日至14日，第一阶段飞行测试在沃兹涅先斯克空军基地和希罗科拉尼夫卡军事训练场进行，成功向模仿坦克的目标发射了导弹。2018年秋天，搭载导弹系统的Mi-8MSB-B直升机进行了测试，直升机装有用于目标探测和导弹制导的光电模块（PM-LKT）。
2018年11月19日，乌克兰海军部队在别尔江斯克沙嘴附近的亚速海作战。科列茨号拖船伴航，由配备KAU-30M炮塔的小型装甲炮艇克雷门丘克号进行射击。首次在亚速海使用障碍反坦克导弹系统（使用前由制造商根据海况进行了调整）成功击中所有目标。船员们获得了在海上使用现代乌克兰反坦克导弹的经验。
2022年2月17日，障碍反坦克导弹系统完成测试。

## 衍生型
- 障碍（羅馬化：Bar'er）——便携反坦克导弹，可安装至装甲车和装甲舰船。例如安装至适用于BTR-3E、BTR-4、BTR-7（英语：BTR-7）的乌克兰产炮塔、BMP-1U、白俄罗斯轮式反坦克导弹系统“卡拉卡尔”。等。[7]
- 障碍-V（羅馬化：Bar'er-V）——反坦克导弹，可安装至经现代化改进的Mi-24直升机；配备加长型R-2B飞弹；发射箱长度增至1917毫米；最大射程7500米，制导系统采用激光束（英语：Laser guidance）自动制导，监控和热成像自动跟踪目标。
- 障碍-VK（羅馬化：Bar'er-VK）——KAU-30M（烏克蘭語：КАУ-30М）（Katran-M）炮塔同时搭载的型号，58155工程Gyurza-M级（英语：Gyurza-M-class gunboat）小型装甲炮艇装备此型炮塔。[8]

为实现对风暴-S的现代化改造，射线设计局以障碍反坦克导弹使用的飞弹为基础研制了RK-2P飞弹。

## 技术特点
障碍反坦克导弹的技术特征。
- 导引装置重量：14.6（32磅）
- 射程：100—5,000米（330—16,400英尺）
- 穿深：不含爆炸反应装甲，不低于800毫米RHA
- 应用温度范围：-40ºС～+60ºС

## 战斗记录
截至2015年，尽管障碍反坦克导弹安装在反恐行动区域使用的新型BTR-3和BTR-4上，但尚未得到使用。

## 使用方
- 乌克兰——乌克兰武装部队装备的数量未知。[11]
- ——购买的障碍-VK于2013年投入使用。[8]

## 相关词条
- 障碍-S反坦克导弹车
- 茹良尼机械制造厂“维扎尔”
- 斯图格纳-P
- RK-3海盗船

## 引文
1. ↑   (PDF).   [2024-10-15]. （原始内容存档 (PDF)于2022-03-24） （英语）.
2. 1 2 3  . Militarnyi. 2018-11-02  [2024-10-15]. 原始内容存档于2024-11-30 （乌克兰语）.
3. ↑  Serhiy Zgurets. . LB.UA. 2010-10-29  [2024-10-16]. （原始内容存档于2024-03-22） （乌克兰语）.
4. ↑  . http://milnavigator.com.ua/. Військовий навігатор України. 2018-11-20  [2018-11-20]. （原始内容存档于2018-11-21） （乌克兰语）.
5. ↑  . https://www.ukrmilitary.com/. Ukrainian Military Pages. 2018-11-21  [2018-11-21]. （原始内容存档于2018-11-21） （乌克兰语）.
6. ↑  . Militarnyi. 2022-02-17  [2024-10-15]. （原始内容存档于2024-11-15） （英语）.
7. ↑  .   [2024-10-15]. （原始内容存档于2023-04-22） （俄语）.
8. 1 2  . 2014-02-17  [2024-10-16]. （原始内容存档于2024-03-20） （乌克兰语）.
9. ↑  . Ukrainian Military Pages. 2020-07-28  [2020-07-31]. （原始内容存档于2020-07-29） （乌克兰语）.
10. ↑  .   [2024-10-15]. （原始内容存档于2024-07-18） （英语）.
11. 1 2  .   [2019-01-15]. （原始内容存档于2019-01-15） （乌克兰语）.